# 微加工

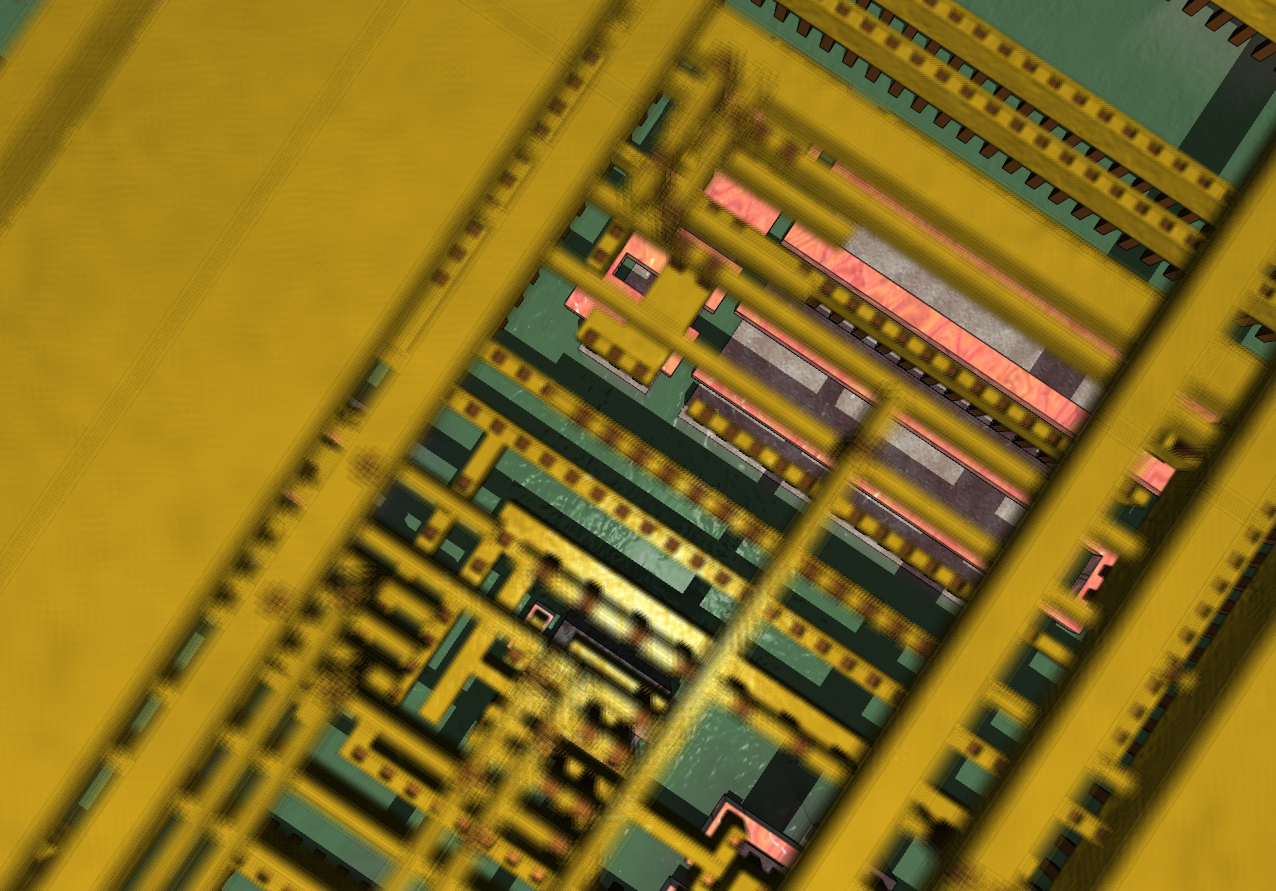
微米级制造集成电路的合成细节，图中为四层平整化铜互连，直至多晶硅（粉色）、阱（灰色）和衬底（绿色)

微加工，或微细加工，是制造微米级及更小尺寸微型结构的过程。历史上，最早的微加工工艺应用于集成电路制造，也称为“半导体制造”或“半导体器件制造”。在过去二十年中，微机电系统（MEMS）、微系统（欧洲用法）、微机械（日语术语）及其子领域，重新使用、调整或扩展了微加工方法。这些子领域包括微流控/ 片上实验室、光学微机电系统（亦称MOEMS）、射频微机电系统、功率微机电系统（PowerMEMS）、生物微机电系统及其向纳米尺度的延伸（例如纳米机电系统）。平板显示器和太阳能电池的生产也采用类似技术。
微型化对物理学、化學、材料科学、计算机科学、超精密工程、制造工艺和设备设计等众多科学与工程领域提出了挑战，同时也催生了各种跨学科研究。微加工的主要概念和原理包括微光刻、掺杂、薄膜、蚀刻、键合和抛光。

在半导体微加工中，于P型衬底上制造CMOS逆变器过程的简化示意图。每个蚀刻步骤详见下图。示意图比例不实，因在实际器件中，栅极、源极和漏极接触点通常不位于同一平面。

蚀刻步骤示意图

## 应用领域
微加工器件包括：
- 集成电路（“微芯片”）（参见半导体器件制造）
- 微机电系统（MEMS）和微光机电系统（MOEMS）
- 微流体装置（噴墨打印头）
- 太阳能电池
- 平板显示器（参见AMLCD和薄膜電晶體）
- 传感器（微传感器）（生物传感器、纳米传感器）
- 功率MEMS、燃料电池、能量采集器/能量拾取器

## 起源
微加工技术起源于微电子学行业，器件通常在硅晶圆上制造，尽管玻璃、塑料及其他多种基板也有使用。微机械加工、半导体加工、微电子制造、半导体器件制造、微机电系统制造以及集成电路技术等术语也用于描述这类技术，但微加工是最广泛的通用术语。
传统加工技术如电火花加工、火花侵蚀加工和激光钻孔已从毫米级扩展到微米级，但它们不具备微电子源自的微加工核心理念：复制和并行生产数百或数百万个相同结构。这种并行性存在于各种压印、鑄造和模塑技术中，并已成功应用于微米级领域。例如，DVD 的注射製模过程包括在光盘上制造亚微米级斑点。

## 工艺流程
微加工实际上是一系列用于制造微型器件的技术集合。其中一些技术起源悠久，与制造业无关，如光刻或蚀刻。抛光来源于光学制造技术，许多真空技术则来自物理学史的19世纪研究。电镀也是一项19世纪技术，已被改编用于生产微米级结构，还有各种衝壓和压印技术也同样如此。
要制造微型器件，需要执行多个工艺步骤，且常常反复进行。这些步骤通常包括沉积薄膜、按所需微结构对薄膜进行图案化，以及去除（或刻蚀）部分薄膜。薄膜计量技术通常用于每个工艺步骤，以确保薄膜结构在厚度（t）、折射率（n）和消光系数（k）方面具有所需特性，确保器件性能。例如，在存储芯片制造中，需要执行约30次光刻、10次氧化、20次蚀刻、10次掺杂等多道工艺。微加工工艺的复杂度可通过其“掩膜数量”来描述，即构成器件的不同图案层数。现代微处理器通常使用30遮罩，而微流控器件或激光二極管则只需少量遮罩。微加工类似于多重曝光摄影，通过将多个图案彼此对准以创建最终结构。

### 基板
微加工器件通常并非独立存在，而是形成于或嵌入较厚的支撑基板上。对于电子应用，可使用诸如硅晶片等半导体基板；对于光学器件或平板显示器，则常用玻璃或石英等透明基板。基板便于在多道工艺步骤中操作微器件，且通常可在同一基板上并行制造多个器件，至制造末期再切割分离。

### 沉积或生长
微加工器件通常由一层或多层薄膜构成，这些薄膜的作用因器件类型而异。电子器件中的薄膜可为导体（例如金属）、绝缘体（电介质）或半导体。光学器件中的薄膜可为反射层、透明层、导光层或散射层。对于微机电系统应用，薄膜还可具有化学或机械功能。常见沉积工艺包括：
- 热氧化
- 局部硅氧化
- 化学气相沉积
- 物理气相沉积
- 外延
- 超共形铜电镀

### 图案化
常需将薄膜加工成微米或纳米级特征，或在某些层上形成通孔（vias）。此类图案化工艺通常借助“掩模”定义待去除区域，典型技术有：
- 光刻
- 阴影遮罩

### 蚀刻
蚀刻是将薄膜或基板的部分材料移除的过程，通过酸液或等离子体等侵蚀手段，直至目标区域被去除。常见蚀刻方式包括：
- 干法蚀刻，等离子体蚀刻（如反应离子刻蚀（RIE）或深反应离子刻蚀（DRIE））
- 湿法蚀刻或化学蚀刻

### 微成型
微成型是一种微系统或微机电系统(MEMS) 的微制造工艺，即“制造至少两个维度在亚毫米范围内的部件或结构”。   它包括微挤压、 微冲压、 和微切割等技术。 自 1990 年以来，人们就已设想并研究这些和其他微成型工艺， 从而开发出工业级和实验级制造工具。然而，正如 Fu 和 Chan 在 2013 年的一篇最新技术评论中指出的那样，在该技术能够更广泛地应用之前，仍有几个问题需要解决，包括变形载荷和缺陷、成型系统稳定性、机械性能以及其他与尺寸相关的对晶粒（晶粒）结构和边界的影响：   

微成形是针对微系统或MEMS零件“至少两维处于亚毫米范围”的微加工工艺。包括诸如微挤压，微衝壓，以及微切割等技术。自1990年以来，这些工艺已发展出工业级与实验级设备，但如Fu和Chan在2013年综述中指出，载荷与缺陷、成形系统稳定性、力学性能及晶粒结构与界面等尺寸效应问题仍需解决。
在微成形中，试样尺寸减小且晶粒尺寸增加时，晶界总表面积与材料体积之比下降，从而削弱晶界强化效应。表面晶粒受到的约束小于内部晶粒；零件几何尺寸对流动应力的影响，部分源于表面晶粒体积分数的变化。此外，晶粒各向异性在试样尺寸减小时变得显著，导致变形不均匀、成形几何体不规则及载荷波动。为支持考虑尺寸效应的零件、工艺与模具设计，迫切需要建立系统的微成形知识体系。

### 其他
还可执行多种用于清洗、平坦化或改变化学性质的工艺，例如：
- 通过热扩散或离子注入进行掺杂
- 化学机械平坦化（CMP）
- 晶圆清洗（又称“表面制备”）
- 打線接合

## 晶圆制造洁净度
微加工在净室中进行，空气中微米级的烟雾、灰尘、细菌与细胞等污染物会破坏器件功能，因此需对温度、湿度、振动和电干扰执行严格控制。
除了被动的环境洁净度，晶圆在每个关键工序前还要主动清洗：RCA-1清洗（氨–过氧化物溶液）去除有机污染与颗粒；RCA-2清洗（盐酸–过氧化氢混合物）去除金属杂质；硫酸–过氧化物混合物（即Piranha溶液）去除有机物；氢氟酸去除硅表面原生氧化层。上述均为湿法清洗，干法清洗包括氧气和氩气等离子体处理、或在高温下以氢气退火去除原生氧化层，通常在外延前进行。栅极前清洗是CMOS制造中最关键的步骤，可确保MOS晶体管约2 nm厚的氧化层有序生长。
表面制备只是另一种视角：所有步骤与前述相同，旨在在加工前将晶圆表面保持在受控且已知状态。晶圆可能因前一道工序（如离子注入过程中离子轰击机腔壁飞溅的金属）而被污染，或因存放在晶圆盒中吸附聚合物，不同等待时间下污染情况亦异。
晶圆清洗与表面制备类似于保龄球馆的机器：先去除所有不需要的碎屑，再重建所需图案，让比赛继续进行。

## 相关
- 半导体制造

### 期刊
- 微机电系统杂志 （页面存档备份，存于）（J.MEMS）
- 传感器和执行器 A：物理 （页面存档备份，存于）
- 传感器和执行器 B：化学 （页面存档备份，存于）
- 微机械与微工程杂志
- 芯片实验室 （页面存档备份，存于）
- IEEE电子设备学报 （页面存档备份，存于）
- 真空科学与技术杂志A辑 （页面存档备份，存于）：真空、表面、薄膜
- 真空科学与技术杂志B （页面存档备份，存于） ：微电子学和纳米结构：加工、测量和现象

### 图书
- Franssila, S.  2nd. Wiley. 2010  [2025-08-06]. ISBN 978-1-119-99041-3. doi:10.1002/9781119990413. （原始内容存档于2024-05-01）.
- Madou, M.J.  2nd. CRC Press. 2002  [2025-08-06]. ISBN 0-8493-0826-7. doi:10.1201/9781482274004. （原始内容存档于2024-05-02）.
- Kovacs, G.T.A. . McGraw-Hill. 1998. ISBN 0-07-290722-3.
- Brodie, I.; Muray, J.J. . Plenum Press. 1982. ISBN 1-4899-2160-5. doi:10.1007/978-1-4899-2160-4.
- Mahalik, N.P. . Springer. 2006. ISBN 3-540-25377-7. doi:10.1007/3-540-29339-6.
- Widmann, D.; Mader, H.; Friedrich, H. . Springer. 2000. ISBN 978-3-662-04160-4. doi:10.1007/978-3-662-04160-4.
- Plummer, J.D.; Deal, M.D.; Griffin, P.B.  2nd. Prentice Hall. 2012. ISBN 978-0-13-614156-3. OCLC 753300108.
- May, G.S.; Sze, S.S. . Wiley. 2004. ISBN 978-0-471-23279-7. OCLC 52333554.
- van Zant, P.  6th. McGraw-Hill. 2014: 1302905242. ISBN 978-0-07-182101-8.
- Jaeger, R.C.  2nd. Prentice Hall. 2002. ISBN 0-201-44494-1. OCLC 48226051.
- Wolf, S.; Tauber, R.N. . Silicon Processing for the VLSI Era 1. Lattice Press. 2000. ISBN 0-9616721-6-1.
- Campbell, S.A.  2nd. Oxford University Press. 2001. ISBN 0-19-513605-5. OCLC 45209102.
- Hattori, T. . Springer. 2011. ISBN 978-3-642-08272-6. OCLC 751530070.
- Geschke, O.; Klank, H.; Telleman, P. (编). . Wiley. 2004  [2025-08-06]. ISBN 3-527-30733-8. doi:10.1002/3527601651. （原始内容存档于2024-05-01）.
- Meyrueis, P.; Sakoda, K.; Van de Voorde, M. (编). . Wiley. 2017  [2025-08-06]. ISBN 978-3-527-34037-8. doi:10.1002/9783527800728. （原始内容存档于2024-05-01）.